# Маріямпольський повіт (Литва)
Маріямпольський повіт (лит. Marijampolės apskritis) — повіт на південному заході Литви, в історико-етнографічній області Сувалки. Межує з Калінінградською областю Російської Федерації та Польщею, а також з Алітуським, Каунаським і Тауразьким повітами.

## Адміністративний поділ
Повіт поділяється на території:
- Калварійське самоврядування (4 староства; місто Калварія)
- Казлу-Рудське самоврядування (4 староства; місто Казлу-Руда)
- Маріямпольське самоврядування (6 староств; місто Маріямполе)
- Самоврядування Вілкавішкіського району (12 староств)
- Самоврядування Шакяйського району (14 староств)